# Eastern Conference (National Hockey League)
Eastern Conference, franska: Conférence de l'Est, är en av två konferenser i National Hockey League (NHL) och består av 16 medlemslag i två divisioner, Atlantic och Metropolitan.
Det lag som vinner konferensfinalen i Stanley Cup-slutspelet, får trofén Prince of Wales Trophy som belöning.

## Nuvarande lag
Från och med säsongen 2021–2022 spelar lagen i följande divisioner.
| Division           | Lag                   | Stad/Stat                       | Arena                   | General manager    | Tränare            |
| Eastern Conference | Eastern Conference    | Eastern Conference              | Eastern Conference      | Eastern Conference | Eastern Conference |
| ------------------ | --------------------- | ------------------------------- | ----------------------- | ------------------ | ------------------ |
| Atlantic           | Boston Bruins         | Boston, Massachusetts, USA      | TD Garden               | Don Sweeney        | Marco Sturm        |
| Atlantic           | Buffalo Sabres        | Buffalo, New York, USA          | Keybank Center          | Kevyn Adams        | Lindy Ruff         |
| Atlantic           | Detroit Red Wings     | Detroit, Michigan, USA          | Little Caesars Arena    | Steve Yzerman      | Todd McLellan      |
| Atlantic           | Florida Panthers      | Sunrise, Florida, USA           | Amerant Bank Arena      | Bill Zito          | Paul Maurice       |
| Atlantic           | Montreal Canadiens    | Montréal, Québec, Kanada        | Centre Bell             | Kent Hughes        | Martin St. Louis   |
| Atlantic           | Ottawa Senators       | Ottawa, Ontario, Kanada         | Canadian Tire Centre    | Steve Staios       | Travis Green       |
| Atlantic           | Tampa Bay Lightning   | Tampa, Florida, USA             | Amalie Arena            | Julien BriseBois   | Jon Cooper         |
| Atlantic           | Toronto Maple Leafs   | Toronto, Ontario, Kanada        | Scotiabank Arena        | Brad Treliving     | Craig Berube       |
| Metropolitan       | Carolina Hurricanes   | Raleigh, North Carolina, USA    | PNC Arena               | Eric Tulsky        | Rod Brind'Amour    |
| Metropolitan       | Columbus Blue Jackets | Columbus, Ohio, USA             | Nationwide Arena        | Don Waddell        | Dean Evason        |
| Metropolitan       | New Jersey Devils     | Newark, New Jersey, USA         | Prudential Center       | Tom Fitzgerald     | Sheldon Keefe      |
| Metropolitan       | New York Islanders    | Elmont, New York, USA           | UBS Arena               | Mathieu Darche     | Patrick Roy        |
| Metropolitan       | New York Rangers      | New York, New York, USA         | Madison Square Garden   | Chris Drury        | Mike Sullivan      |
| Metropolitan       | Philadelphia Flyers   | Philadelphia, Pennsylvania, USA | [Xfinity Mobile Arena]] | Daniel Brière      | Rick Tocchet       |
| Metropolitan       | Pittsburgh Penguins   | Pittsburgh, Pennsylvania, USA   | PPG Paints Arena        | Kyle Dubas         | Dan Muse           |
| Metropolitan       | Washington Capitals   | Washington, D.C., USA           | Capital One Arena       | Chris Patrick      | Spencer Carbery    |

## Historik
Konferensen bildades inför säsongen 1993–1994 för att ersätta Prince of Wales Conference. De gamla divisionerna Adams Division och Norris Division blev istället Atlantic Division och Northeast Division. Inför säsongen 1998–1999 tillkom även Southeast Division till konferensen. År 2013 meddelade NHL att man skulle göra om divisionerna och Northeast och Southeast blev ersatt av Metropolitan. För säsongen 2020–2021 var konferensen inaktiv på grund av Coronaviruspandemin 2019–2021.

### Divisioner
De divisioner som används eller använts inom konferensen.
| Division              | Tidsperiod       |
| --------------------- | ---------------- |
| Atlantic Division     | 1993–2020, 2021– |
| Metropolitan Division | 2013–2020, 2021– |
| Northeast Division    | 1993–2013        |
| Southeast Division    | 1998–2013        |

### Lag
De lag som spelar eller har spelat inom konferensen.
| Lag                   | Tidsperiod       |
| --------------------- | ---------------- |
| Atlanta Thrashers     | 1999–2011        |
| Boston Bruins         | 1993–2020, 2021– |
| Buffalo Sabres        | 1993–2020, 2021– |
| Carolina Hurricanes   | 1997–2020, 2021– |
| Columbus Blue Jackets | 2013–2020, 2021– |
| Detroit Red Wings     | 2013–2020, 2021– |
| Florida Panthers      | 1993–2020, 2021– |
| Hartford Whalers      | 1993–1997        |
| Montreal Canadiens    | 1993–2020, 2021– |
| New Jersey Devils     | 1993–2020, 2021– |
| New York Islanders    | 1993–2020, 2021– |
| New York Rangers      | 1993–2020, 2021– |
| Ottawa Senators       | 1993–2020, 2021– |
| Philadelphia Flyers   | 1993–2020, 2021– |
| Pittsburgh Penguins   | 1993–2020, 2021– |
| Quebec Nordiques      | 1993–1995        |
| Tampa Bay Lightning   | 1993–2020, 2021– |
| Toronto Maple Leafs   | 1998–2020, 2021– |
| Washington Capitals   | 1993–2020, 2021– |
| Winnipeg Jets         | 2011–2013        |

### Presidents' Trophy-vinnare
De lag som spelar eller spelade inom Eastern Conference och vann Presidents' Trophy.
| Säsong    | Vinnare             | Antal |
| --------- | ------------------- | ----- |
| 1993–1994 | New York Rangers    | 1     |
| 2002–2003 | Ottawa Senators     | 1     |
| 2006–2007 | Buffalo Sabres      | 1     |
| 2009–2010 | Washington Capitals | 1     |
| 2013–2014 | Boston Bruins       | 1     |
| 2014–2015 | New York Rangers    | 2     |
| 2015–2016 | Washington Capitals | 2     |
| 2016–2017 | Washington Capitals | 3     |
| 2018–2019 | Tampa Bay Lightning | 1     |
| 2019–2020 | Boston Bruins       | 2     |
| 2021–2022 | Florida Panthers    | 1     |
| 2022–2023 | Boston Bruins       | 3     |
| 2023–2024 | New York Rangers    | 3     |

### Konferensmästare
De lag som spelar eller spelade och vann konferensen (Prince of Wales Trophy) för varje spelad säsong.
| Säsong    | Vinnare                                            | Antal                                              |
| --------- | -------------------------------------------------- | -------------------------------------------------- |
| 1993–1994 | New York Rangers                                   | 1                                                  |
| 1994–1995 | New Jersey Devils                                  | 1                                                  |
| 1995–1996 | Florida Panthers                                   | 1                                                  |
| 1996–1997 | Philadelphia Flyers                                | 1                                                  |
| 1997–1998 | Washington Capitals                                | 1                                                  |
| 1998–1999 | Buffalo Sabres                                     | 1                                                  |
| 1999–2000 | New Jersey Devils                                  | 2                                                  |
| 2000–2001 | New Jersey Devils                                  | 3                                                  |
| 2001–2002 | Carolina Hurricanes                                | 1                                                  |
| 2002–2003 | New Jersey Devils                                  | 4                                                  |
| 2003–2004 | Tampa Bay Lightning                                | 1                                                  |
| 2004–2005 | Säsong inställd.                                   | Säsong inställd.                                   |
| 2005–2006 | Carolina Hurricanes                                | 2                                                  |
| 2006–2007 | Ottawa Senators                                    | 1                                                  |
| 2007–2008 | Pittsburgh Penguins                                | 1                                                  |
| 2008–2009 | Pittsburgh Penguins                                | 2                                                  |
| 2009–2010 | Philadelphia Flyers                                | 2                                                  |
| 2010–2011 | Boston Bruins                                      | 1                                                  |
| 2011–2012 | New Jersey Devils                                  | 5                                                  |
| 2012–2013 | Boston Bruins                                      | 2                                                  |
| 2013–2014 | New York Rangers                                   | 2                                                  |
| 2014–2015 | Tampa Bay Lightning                                | 2                                                  |
| 2015–2016 | Pittsburgh Penguins                                | 3                                                  |
| 2016–2017 | Pittsburgh Penguins                                | 4                                                  |
| 2017–2018 | Washington Capitals                                | 1                                                  |
| 2018–2019 | Boston Bruins                                      | 3                                                  |
| 2019–2020 | Tampa Bay Lightning                                | 3                                                  |
| 2020–2021 | Inaktiv på grund av Coronaviruspandemin 2019–2021. | Inaktiv på grund av Coronaviruspandemin 2019–2021. |
| 2021–2022 | Tampa Bay Lightning                                | 4                                                  |
| 2022–2023 | Florida Panthers                                   | 2                                                  |
| 2023–2024 | Florida Panthers                                   | 3                                                  |
| 2024–2025 | Florida Panthers                                   | 4                                                  |

### Stanley Cup-mästare
De lag som spelar eller spelade i Eastern Conference och vann Stanley Cup.
| Säsong    | Vinnare             | Antal |
| --------- | ------------------- | ----- |
| 1993–1994 | New York Rangers    | 1     |
| 1994–1995 | New Jersey Devils   | 1     |
| 1999–2000 | New Jersey Devils   | 2     |
| 2002–2003 | New Jersey Devils   | 3     |
| 2003–2004 | Tampa Bay Lightning | 1     |
| 2005–2006 | Carolina Hurricanes | 1     |
| 2008–2009 | Pittsburgh Penguins | 1     |
| 2010–2011 | Boston Bruins       | 1     |
| 2015–2016 | Pittsburgh Penguins | 2     |
| 2016–2017 | Pittsburgh Penguins | 3     |
| 2017–2018 | Washington Capitals | 1     |
| 2019–2020 | Tampa Bay Lightning | 2     |
| 2023–2024 | Florida Panthers    | 1     |